# Собор Всемилостивого Спаса (Вознесенская Давидова пустынь)
Собор Всемилостивого Спаса Вознесенской Давидовой пустыни (Спасский собор) — православный храм мужского монастыря Вознесенская Давидова пустынь в городском округе Чехов, в селе Новый Быт. Относится к Чеховскому благочинию Подольской епархии Русской православной церкви.
Собор построен в конце XIX века на месте трапезной церкви и освящен 7 октября 1900 года. Является памятником архитектуры федерального значения.